# Tavan

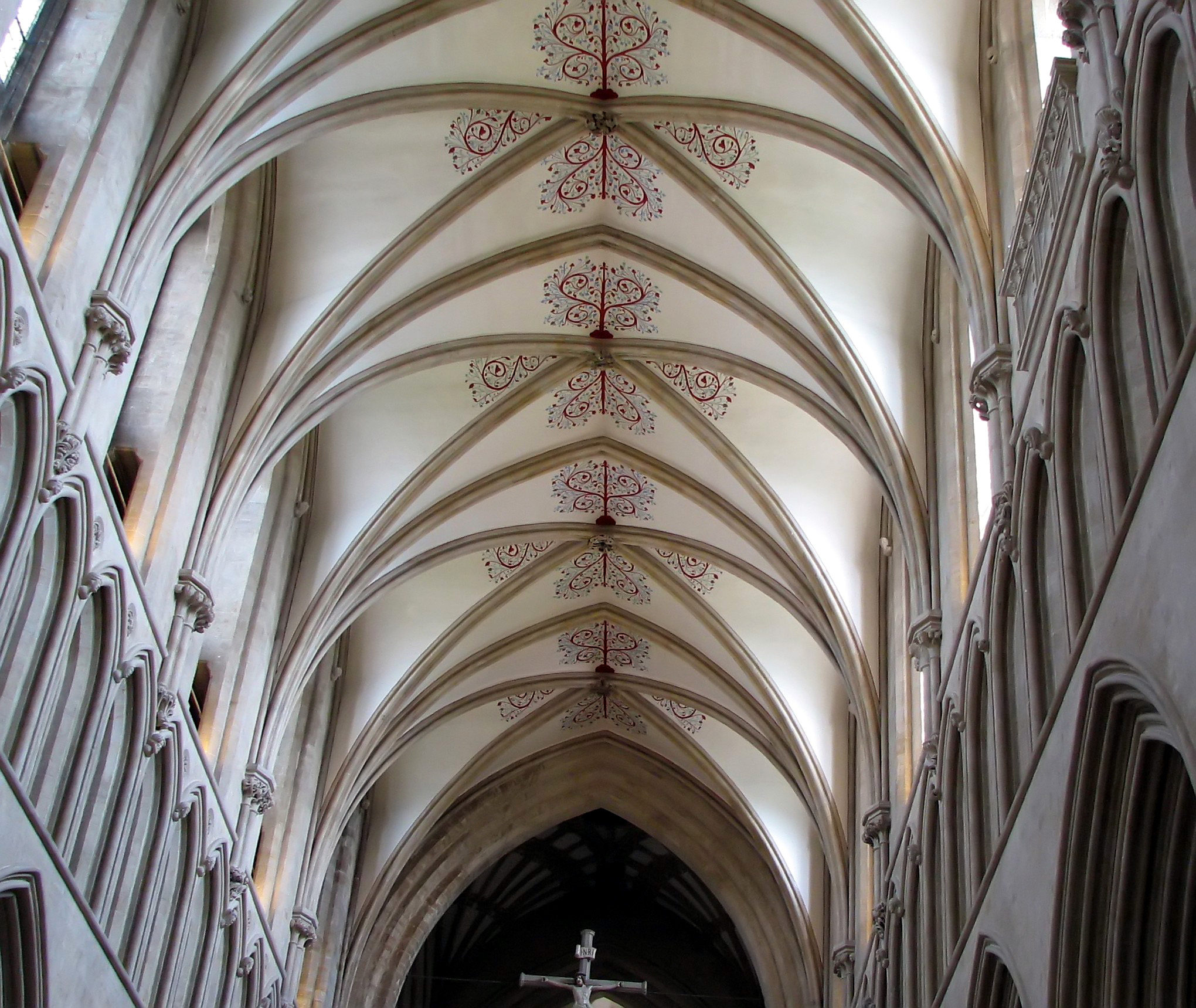
Tavanul catedralei din Wells, Anglia

Tavanul, denumit și plafon, este suprafața interioară a planșeului superior dintr-o încăpere. 